# 脱出術

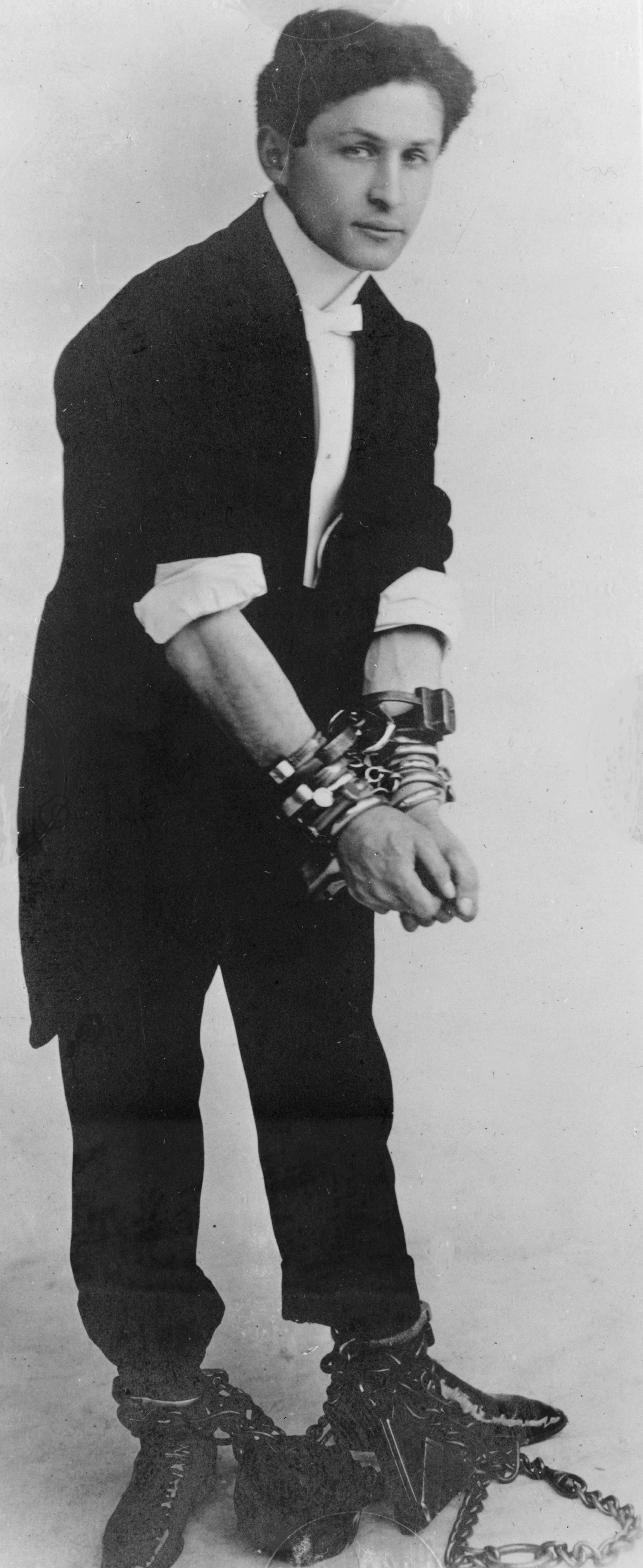
脱出術を得意とすることで有名なハリー・フーディニ (1905年頃)

脱出術（だっしゅつじゅつ、英: Escapology）は、拘束具や閉鎖空間などから脱出してみせる奇術の演目である。脱出術を演じる奇術師を英語圏では特にエスケープ・アーティスト (escape artists) と呼ぶ。 脱出術の対象には、手錠、拘束衣、檻、棺、鉄箱、樽、かばん、燃えさかる建物、水槽など、緊張感をあおるものが選ばれる（これらが組み合わされることもある）。

## 歴史
拘束具をつけられたり、閉鎖空間に閉じこめられた人間が脱出してみせるという演技は、長い時間をかけて演者たちによって培われてきた技術でもある。もともと脱出術単体で演じられていたわけではなく、消失や変身のような奇跡的な現象を実現するために、その背後でつかわれてきた技術である。
1860年代には、体を縛っている縄をほどく技を持っていたダベンポート兄弟が、自分たちは拘束されているという印象を持たせながらその裏でこの脱出術を使っていたことで有名である。しかし当時の彼らは自分たちは奇術ではなく心霊現象を実現してみせるというスタイルであった。ジョン・ネヴィル・マスケラインのような奇術師が、ダベンポート兄弟が脱出術を駆使していることを見抜いて現象を再現してみせ、兄弟が超自然的な力を持っているという主張を論破した。ただしこの「再現」は公開の場で実際に脱出術をみせたわけではなく、その現象を言葉で説明して「脱出」は心霊術ではなく奇術師の秘技によって達成されたと論じただけだった。
それからさらに30年経って、ようやく純粋に脱出術だけが人前で演じられるようになった。脱出術をエンターテイメントとして認知させた人物として真っ先に名が挙がるのが、ハリー・フーディニである。彼は大がかりな拘束具や脱出困難な状況をいくつも考案し、そこから脱出してみせることでその名を高めた。
フーディニは、自分が拘束具の扱いに長けているということや脱出には必要な技術があるということを隠さなかったが、その詳細について詳しくは語らず、ミステリアスな雰囲気や観客の緊張感、不安感を大事にした。彼の脱出術は主に錠前破りや体の柔軟さで成り立っていたが、一方でそれを駆使して「メタモルフォシス」（人体交換）や「中国の水責め箱」のようなステージ・マジックも得意としていた（これらは本質的には巧妙にデザインされた小道具によって成り立つ、古典的な演目でもあった）。脱出術の基本的なレパートリーが整理されたのはフーディニの功績ともいえる。例えば、手錠、錠前、拘束衣、郵便かばん、ビール樽、牢屋などである。
「脱出術」に当たる英語そのものは、フーディニと同時代に活躍した、オーストラリアのノーマン・マレー・ウォルタースの造語だとされている。
脱出術は時代を超えたマジックの演目となり、古典にさまざまな着想や変化形が生まれているが、当代において最もすぐれたパフォーマンスをみせたマジシャンでさえ、「現代のフーディニ」と呼ばれることが当たり前になっている。
16世紀のニコラス・オーウェンは幽閉されていたロンドン塔からの脱出に成功し、2人のイエズス会士の仲間を牢獄から脱出させる手はずをとったため、脱出術を得意とするカトリックのマジシャンからは守護聖人として大事にされている。オーウェンはドン・ボスコと並んで、カトリックのゴスペル・マジック（マジックを利用して神のメッセージを伝えるジャンル）のパフォーマーにとっても大事な守護聖人である。
日本では、正徳2年（1712年）成立の『和漢三才図会』に「籠脱（かごぬけ）』として記載されている他（同時代では「釜抜け術」などもある。詳細は「和妻」を参照）、軍学書『甲陽軍鑑』巻四品第七において、武田信玄の軍配者である小笠原源与斎が風呂の中に入り、人々に上から蓋を押さえさせ、知らぬ間に脱出していたという記述（これは消失マジックにも当たる）があり、認識は古くからみられる。

## 組織
2004年には、イギリスのエスケープ・アーティストの認知度向上と国内の脱出術の保存を行うイギリス脱出術師協会（The United Kingdom Escape Artists) が結成された。構成メンバーは、プロのマジシャン、拘束具の収集家、熟練の錠前師、歴史学者であり、年次で総会を開いている。
国際脱出術師協会(The International Escapologists Society)は主にオンラインで活動する団体で、国際的な水準で脱出術を取り扱う会報を月刊で発行している。
エスケープ・マスターズ（脱出術師国際連盟）は有名なマジシャンであるノーマン・ビゲロウによって1985年に設立された。この組織の最上位にはトーマス・ブラックが就任し、組織運営および2001年からは会誌の編集発行も行っている。

## 脱出術のスタイル

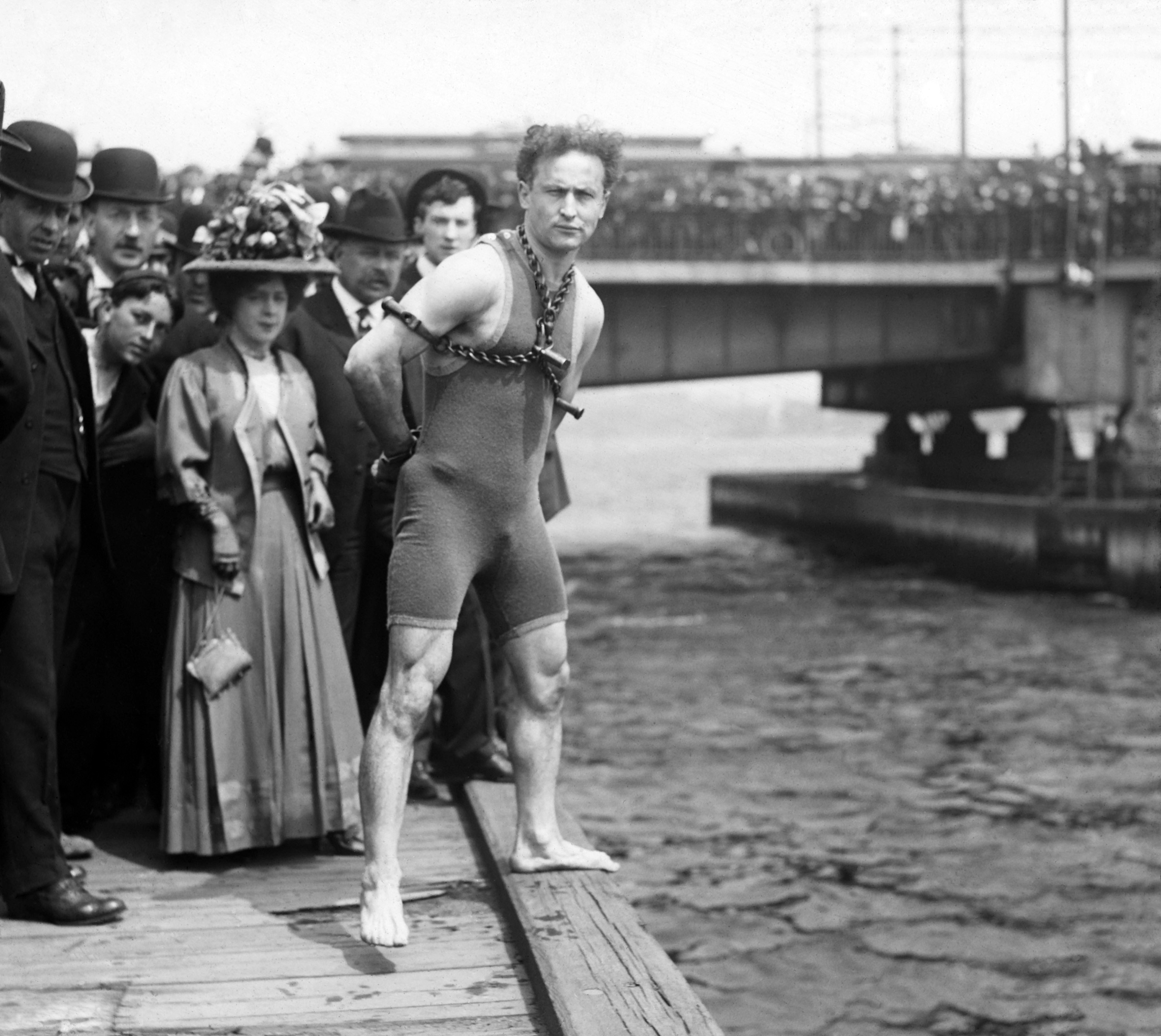
脱出術のパフォーマンスを行う直前のフーディニ（1908年、ボストン）

ヒドゥン
晩年のハリー・フーディニが得意としたスタイルで、実際の作業を見せないようにスクリーンの裏やキャビネットの中などで脱出パフォーマンスを行うもの。20世紀の終わりまでは主流であり、現代でも多くのマジシャンが採用している。欠点といえば、マジシャンは何の苦労もせず隠れているアシスタントが拘束を解いてしまったのだと観客に誤解を与えることである。
フルビュー
1970年代にノーマン・ビゲロウが流行させたスタイルである。彼は自分のパフォーマンスを純粋なテクニックと我慢の術として演出したので、観客は最初から最後まですべてを目の当たりにすることができた。彼の名を不朽にした演目である「死の扉」は多くのマジシャンに影響を与え、様々なパフォーマンスに取り入れられた。
エスケープ・オア・ダイ
フーディニが始めたパフォーマンスであり、脱出術を手がけるプロであれば一流マジシャンの基準ともなる。脱出に失敗すれば命を落とす危険のあるこのスタイルには、大きく3つの種類がある。
デス・バイ・ドローニング
水中脱出の演目で、これもフーディニが先駆者である。
デス・バイ・サフォケーション
棺桶のような、空気の入らない場所に密閉される演目である。この場合、水は使われない。
デス・バイ・フォーリング
これもフーディニが元祖の演目で、拘束着を身に着け、高いところに吊るされた状態から脱出するものである。フーディニの場合は拘束着のままビルからクレーンで逆さまに吊るされて、間違いなく落ちたら死ぬところまで持ち上げられた。イギリスのマジシャン、アラン・アランはそれをさらに過激にし、数百フィートの燃えさかるロープで空中につるされた。このタイプの脱出術は失敗することもあり、その場合、演者は大怪我をするか命を落とす。
デス・バイ・エレクトロキューション
世界最年少のプロ脱出術師ことマーク・ネルソンのパフォーマンスが有名なエスケープ・オア・ダイの変化形で、60秒以内に脱出しないと、演者を台に固定している鎖に流れる電気の充電が完了してしまうというものである。
オカルト・エスカポロジー
比較的新しいスタイルで、神秘的な雰囲気と脱出術を組み合わせたものである。そのため脱出は何らかの儀式の一部として演出される。言い換えると、このスタイルは横断的なテーマを持ち、どちらの分野の技術も必要だということである。オカルティストであり作家のS・ロブが開拓したジャンルで、彼が書いたオカルト・エスカポロジーに関する3冊の本は、ハリウッドのマジック・キャッスルにも収蔵されている。
2012年、カナダのマジシャンであるルーカス・ウィルソンは、拘束具をつけて吊るされた状態から脱出する史上最速記録を打ち立てた。彼は足首から1メートルの高さで逆さに吊るされ、そこから8.4秒で脱出に成功した。